# سي هورس
حصان البحر (بالإنجليزية: Seahorse)‏ هو واجهة لجنوم لإدارة مفاتيح بي جي بي وقشرة آمنة. يتكامل حصان البحر مع نوتلس محرر ج وإيفوليوشن لعمليات التعمية وفك التعمية وغيرها. بني هذا البرنامج على حارس خصوصية جنو ويوزع تحت بنود رخصة جنو العمومية.

## وصلات خارجية
- سي هورس على موقع Open Hub (الإنجليزية)
- سي هورس على موقع Free Software Directory (الإنجليزية)
- الموقع الرسمي
- صفحات ويكي حصان البحر